# Robert FitzRoy
Robert FitzRoy (født 5. juli 1805 i Suffolk, England, død 30. april 1865 i Surrey, England) var en engelsk sømand, meteorolog og officer i Royal Navy, der nåede rang af viceadmiral. Han er bedst kendt for at være kaptajn på HMS Beagle under Charles Darwins tur rundt i verden mellem 1831 og 1836.